# Høj- og senmiddelalder i Norge
Høj- og senmiddelalderen betegner perioden i Norges historie mellem ca. 1130 og til reformationen kom til landet i 1537. Norge fik på denne tiden både en egentlig statsmagt og en selvstændig kirkeorganisation, og perioden er præget af økonomisk fremgang og vækst.
Højmiddelalderen regnes normalt fra 1130 til ca. 1350. Periodens første del, fra 1130 til ca. 1240, var præget af politisk uro, og har traditionelt fået navnet Borgerkrigstiden. Efter denne periode havde Norge roligere politiske forhold frem til Den sorte død omkring år 1350, og perioden kaldes ofte Norges storhedstid.
I senmiddelalderen faldt Norge under udenlandsk overherredømme gennem Kalmarunionen. I løbet af perioden blev den politiske magt stadig mere centraliseret, og ved senmiddelalderens afslutning i 1500-tallet var Norge i praksis blevet til en dansk provins.

## Sociale og økonomiske omvæltninger
Begyndelsen på senmiddelalderen i Norge var præget af store sociale og økonomiske ændringer på grund af Den sorte død. Fra 1350 til ca. 1450 blev befolkningen i Norge næsten halveret. Dette førte til at efterspørgslen på jord sank drastisk, og skatten som konge, kirke og adel kunne tage for jord også sank drastisk. Dette førte igen til at man fik social udjævning, hvor dem som havde dårligst kår fik meget bedre kår, og dem som havde mest fik mindre. Mange gårde blev affolket og store områder blev ikke brugt til landbrug før flere hundrede år senere.

## Kalmarunionen
Kalmarunionen var en personalunion mellem Norge, Sverige og Danmark som varede fra 1397 til 1523.
Det var dronning Margrete 1. som først fik en personalunion mellem Norge og Danmark i stand ved at hendes søn blev konge i begge riger. Da hendes søn døde blev hun først anerkendt som regent af Danmark og året efter af Norge.
Strid i Sverige mellem kong Albrecht af Mecklenburg og deler av adelen førte til at Margrete også ble valgt til regent av Sverige. Dermed var hele Norden samlet i en Union.
Unionen tjente som en modvægt mod eget tysk indflydelse og Hanseforbundets økonomiske magt.

## Unionen Danmark-Norge
Efter, at Kalmarunionen blev opløst, forblev Norge i personalunion med Danmark. idet Norge var en ligestillet stat med Danmark i 1537.

## Ærkebiskop Olav Engelbrektson
På begyndelsen af 1500-tallet hærgede en religiøs strid i europa mellem de som støttede reformationen og de som støttet den katolske kirke. Den katolske ærkebiskop Olav Engelbrektsson var stærk modstander af reformationen og forsøgte at hindre den protestantiske konge Christian 3. at få magten i Norge. Han forsøgte blandt andet at vække nationalistiske følelser i folket uden at det lykkedes. Man regner med at ærkebiskoppens aktiviteter bidrog til at Norge blev indlemmet i Danmark som marionetstat.